# Muixeranga (cançó)

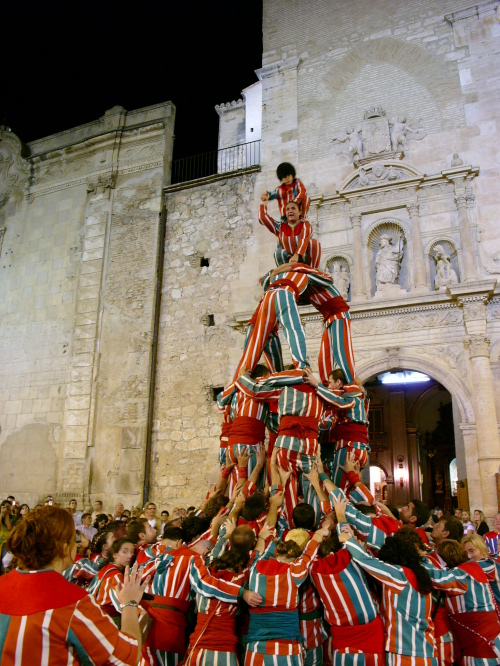
La dansa de la Muixeranga, a Algemesí.

La dansa plàstica o cançó de la Muixeranga és una cançó tradicional del País Valencià d'autor desconegut interpretada amb tabalet i dolçaina. Acompanya la muixeranga i s'usa en les pujades i figures d'aquesta dansa.
Alguns sectors del nacionalisme valencià (Joan Fuster i Martí Domínguez entre altres) han volgut reivindicar la música de la Muixeranga com a himne del País Valencià i, fins i tot, com a himne dels Països Catalans. Ha estat una cançó molt versionada. Entre d'altres, l'han interpretada Carlos Núñez, Kepa Junkera, Al Tall, Ximo Tébar, Obrint Pas, Elèctrica Dharma, la Gossa Sorda i Roger Mas amb la Cobla Sant Jordi - Ciutat de Barcelona.
El 2010, diferents entitats i mitjans de comunicació van informar sobre la denúncia presentada pel Fòrum per la Memòria del País Valencià en la qual s'afirmava que l'Ajuntament de València havia prohibit la interpretació d'aquesta obra durant els actes d'homenatge a les víctimes del franquisme. La cançó aparegué en un capítol de la sèrie de TVE Cuéntame.